# Türkiye Kupası 2023/24
Der Türkische Fußballpokal 2023/24 war die 62. Austragung des Fußballpokalwettbewerbs der Herren. Der Pokalwettbewerb startete am 17. September 2023 mit der Vorrunde.

## Teilnehmende Mannschaften
| Süper Lig die 20 Vereine der Saison 2023/24 | TFF 1. Lig die 18 Vereine der Saison 2023/24 | TFF 2. Lig die 38 Vereine der Saison 2023/24 | TFF 3. Lig die 60 Vereine der Saison 2023/24 | Bölgesel Amatör Lig 28 Vereine |
| Adana Demirspor Alanyaspor Antalyaspor Beşiktaş Istanbul Çaykur Rizespor Fatih Karagümrük SK Fenerbahçe Istanbul (TV) Galatasaray Istanbul Gaziantep FK Hatayspor Istanbul Başakşehir FK Istanbulspor Kasımpaşa Istanbul Kayserispor Konyaspor MKE Ankaragücü Pendikspor Samsunspor Sivasspor Trabzonspor | Adanaspor Altay Izmir Ankara Keçiörengücü Bandırmaspor Bodrum FK Boluspor Çorum FK Erzurumspor FK Eyüpspor Gençlerbirliği Ankara Giresunspor Göztepe Izmir Kocaelispor Manisa FK Sakaryaspor Şanlıurfaspor Tuzlaspor Ümraniyespor | 24 Erzincanspor 68 Aksaray Belediyespor 1461 Trabzon FK Adıyaman FK Afyonspor Altınordu Izmir Amed SK Ankara Demirspor Ankaraspor Arnavutköy Belediyespor Belediye Derincespor Beyoğlu Yeni Çarşı Bucaspor 1928 Bursaspor Denizlispor Diyarbekirspor Düzcespor Esenler Erokspor Etimesgut Belediyespor Fethiyespor Iğdır FK İnegölspor İskenderunspor Isparta 32 Spor Karacabey Belediyespor Karaman FK Kastamonuspor Kırklarelispor Kırşehir FK Menemen FK Nazilli Belediyespor Sarıyer SK Serik Belediyespor Somaspor Uşakspor Vanspor FK Yeni Mersin Idman Yurdu Zonguldak Kömürspor | 23 Elazığ FK 52 Orduspor FK 1922 Konyaspor Kelkit Hürriyetspor Adana 1954 FK Ağrıspor Akhisarspor Alanya Kestelspor Aliağa Futbol Amasyaspor FK Anadolu Üniversitesispor Artvin Hopaspor Ayvalıkgücü Belediyespor Balıkesirspor Batman Petrolspor Bayburt Özel İdare Spor Belediye Kütahyaspor Bergamaspor Bornova 1877 Bulvarspor Bursa Yıldırımspor Büyükçekmece Tepecikspor Çankayaspor Çatalcaspor Darıca Gençlerbirliği Edirnespor Efeler 09 FK Elazığspor Erbaaspor Ergene Velimeşespor Eynesil Belediyespor Fatsa Belediyespor Gümüşhanespor Hacettepe 1945 İnegöl Kafkas Gençlikspor Karabük İdman Yurdu Karaköprü Belediyespor Karşıyaka SK Kepezspor Kırıkkalegücü Küçükçekmece Sinopspor Kuşadasıspor Malatya Arguvanspor Mardin 1969 Spor Muş 1984 Muşspor Nevşehir Belediyespor Orduspor 1967 Osmaniyespor Pazarspor Sapanca Gençlikspor Sebat Gençlikspor Siirt İl Özel İdaresispor Silifke Belediyespor Silivrispor Sivas 4 Eylül Futbol Sultanbeyli Belediyespor Talasgücü Belediyespor Tarsus İdman Yurdu Tokat Belediye Plevnespor Turgutluspor | 12 Bingölspor Altınova Belediyespor Bartınspor Bigaspor Bilecik 1969 Boyabat 1868 Spor Burdur MAKÜ Spor Burhaniye Belediyespor Çankırı Saray 18 Çarşambaspor Çorluspor 1947 Dersimspor Doğubayazıt FK Gebzespor Gölcükspor Hakkari Zapspor Kars 36 Spor Karadeniz Ereğli Belediyespor Kilis Belediyespor Kumluca Belediyespor Mazıdağı Fosfat SK Niğde Belediyespor Serhat Ardahanspor Sincan Belediyespor Şırnak İdman Yurdu Sökespor Yozgat Belediye Bozokspor Yunus Emre Belediyespor |

## Ausscheidungsrunde
Gemäß des Statuts der Türkischen Fußball Föderation (TFF) bestand die Ausscheidungsrunde (türkisch Eleme aşaması) des Wettbewerbs aus sechs Runden.

### Vorrunde
| Datum                      |                                   | Ergebnis              |                               | Austragungsort                                        |
| -------------------------- | --------------------------------- | --------------------- | ----------------------------- | ----------------------------------------------------- |
| So., 17.09.2023, 14:30 Uhr | Doğubayazıt FK (V)                | 2:0 (1:0)             | Serhat Ardahan Spor (V)       | Vali Lütfü Yiğenoğlu Stadı, Ağrı                      |
| So., 17.09.2023, 14:30 Uhr | Kilis Belediyespor (V)            | 0:1 (0:1)             | Burdu MAKÜ Spor (V)           | 7 Aralık Stadı, Kilis                                 |
| So., 17.09.2023, 14:30 Uhr | Şırnak İdman Yurdu (V)            | 2:0 (1:0)             | Mazıdağı Fosfat SK (V)        | Cizre İlçe Stadı, Cizre                               |
| So., 17.09.2023, 14:30 Uhr | 12 Bingölspor (V)                 | 3:0 (0:0)             | Hakkari Zapspor (V)           | Bingöl Şehir Stadı, Bingöl                            |
| So., 17.09.2023, 14:30 Uhr | Dersimspor (V)                    | 2:4 n. V. (2:2, 1:1)  | Kars 36 Spor (V)              | Tunceli Atatürk Stadı, Tunceli                        |
| So., 17.09.2023, 15:00 Uhr | Karadeniz Ereğli Belediyespor (V) | 0:0 n. V. (3:5 i. E.) | Bartınspor (V)                | Ereğli Beyçayır Şehit Vefa Karakurdu Stadı, Zonguldak |
| So., 17.09.2023, 15:00 Uhr | Kumluca Belediyespor (V)          | 1:0 n. V.             | Niğde Belediyespor (V)        | Kumluca İlçe Stadı, Antalya                           |
| So., 17.09.2023, 15:00 Uhr | Sincan Belediyespor (V)           | 2:1 n. V. (0:0)       | Yozgat Belediye Bozokspor (V) | Sincan 15 Temmuz Milli Birlik Stadı, Ankara           |
| So., 17.09.2023, 15:30 Uhr | Sökespor (V)                      | 0:0 n. V. (2:4 i. E.) | Bigaspor (V)                  | Söke İlçe Stadı, Aydın                                |
| So., 17.09.2023, 15:39 Uhr | Bilecik 1969 (V)                  | 2:0 (1:0)             | Çankırı Saray 18 (V)          | Bilecik Edebali Stadı, Bilecik                        |
| So., 17.09.2023, 15:30 Uhr | Gölcükspor (V)                    | 2:0 (1:0)             | Gebzespor (V)                 | İhsaniye İlçe Stadı, Kocaeli                          |
| So., 17.09.2023, 15:30 Uhr | Çorluspor (V)                     | 3:2 n. V. (2:2, 1:1)  | Altınova Belediyespor (V)     | Çorlu General Basri Saran Stadı, Tekirdağ             |
| So., 17.09.2023, 15:30 Uhr | Yunus Emre Belediyespor (V)       | 1:2 (1:1)             | Burhaniye Belediyespor (V)    | Manisa Muradiye Stadı, Manisa                         |

### 1. Ausscheidungsrunde
Die Auslosung für die 1. Ausscheidungsrunde fand am 19. September 2023 statt.
| Datum                      |                               | Ergebnis                         |                                | Austragungsort                                   |
| -------------------------- | ----------------------------- | -------------------------------- | ------------------------------ | ------------------------------------------------ |
| Di., 26.09.2023, 14:00 Uhr | Muş 1984 Muşspor (IV)         | 4:0 (3:0)                        | Ağrı 1970 Spor (V)             | Şehir Stadı, Muş                                 |
| Di., 26.09.2023, 14:00 Uhr | Edirnespor (IV)               | 1:2 (0:1)                        | Çorluspor 1947 (V)             | 25 Kasım Stadı, Edirne                           |
| Di., 26.09.2023, 15:00 Uhr | Çatalcaspor (IV)              | 0:1 (0:0)                        | Büyükçekmece Tepecikspor (V)   | İzzettin Stadyumu, Çatalca                       |
| Di., 26.09.2023, 17:30 Uhr | Balıkesirspor (IV)            | 0:1 (0:0)                        | Burhaniye Belediyespor (V)     | Atatürk Stadı, Balıkesir                         |
| Di., 26.09.2023, 17:30 Uhr | Bornova 1877 (IV)             | 4:0 (3:0)                        | Akhisarspor (IV)               | Bornova Aziz Kocaoğlu Stadyumu, Izmir            |
| Mi., 27.09.2023, 14:00 Uhr | Bayburt Özel İdare Spor (IV)  | 2:2 n. V. (2:2, 1:0) (3:4 i. E.) | Eynesil Belediyespor (IV)      | Genç Osman Stadı, Bayburt                        |
| Mi., 27.09.2023, 14:00 Uhr | Pazarspor (IV)                | 2:0 (1:0)                        | Gümüşhanespor (IV)             | Pazar İlçe Stadı, Rize                           |
| Mi., 27.09.2023, 14:00 Uhr | Çarşambaspor (V)              | 1:7 (1:2)                        | Tokat Belediye Plevnespor (IV) | İlçe Stadı, Çarşamba                             |
| Mi., 27.09.2023, 14:00 Uhr | Erbaaspor (IV)                | 3:0 (0:0)                        | Fatsa Belediyespor (IV)        | İlçe Stadı, Erbaa                                |
| Mi., 27.09.2023, 14:00 Uhr | Sebat Gençlikspor (IV)        | 4:0 (2:0)                        | Kelkit Hürriyetspor (IV)       | Ortahisar Yavuz Selim Stadı, Trabzon             |
| Mi., 27.09.2023, 14:00 Uhr | Sivas 4 Eylül FAŞ (IV)        | 2:0 (1:0)                        | Amasyaspor FK (IV)             | Muhsin Yazıcıoğlu Spor Kompleksi, Sivas          |
| Mi., 27.09.2023, 14:00 Uhr | Mardin 1969 Spor (IV)         | 4:1 n. V. (1:1, 1:0)             | Batman Petrolspor (IV)         | 21 Kasım Stadı, Mardin                           |
| Mi., 27.09.2023, 14:30 Uhr | 12 Bingölspor (V)             | 1:2 (0:1)                        | 23 Elazığ FK (IV)              | Şehir Stadı, Bingöl                              |
| Mi., 27.09.2023, 14:00 Uhr | Siirt İl Özel İdare (IV)      | 1:2 n. V. (1:1, 0:0)             | Şırank İdman Yurdu (V)         | Kurtalan İlçe Stadı, Siirt                       |
| Mi., 27.09.2023, 14:30 Uhr | 1922 Konyaspor (IV)           | 1:1 n. V. (1:1, 1:1) (3:4 i. E.) | Talasgücü Belediyespor (IV)    | Selçuk Üniversitesi 15 Temmuz Stadyumu, Konya    |
| Mi., 27.09.2023, 14:30 Uhr | Hacettepe 1945 (IV)           | 3:0 (2:0)                        | Kırıkkalegücü FK (IV)          | Osmanlı Stadı, Ankara                            |
| Mi., 27.09.2023, 14:30 Uhr | Burdur MAKÜ Spor (V)          | 2:1 (1:0)                        | Tarsus İdman Yurdu (IV)        | Gazi Atatürk Stadı, Burdur                       |
| Mi., 27.09.2023, 14:30 Uhr | Anadolu Üniversitesispor (IV) | 1:2 (1:1)                        | Sincan Belediyespor (V)        | Osmangazi Üniversitesi Stadı, Eskişehir          |
| Mi., 27.09.2023, 14:30 Uhr | Kumluca Belediyespor (V)      | 0:2 (0:1)                        | Silifke Belediyespor (IV)      | Kumluca İlçe Stadı, Antalya                      |
| Mi., 27.09.2023, 15:00 Uhr | Bigaspor (V)                  | 0:0 n. V. (4:1 i. E.)            | Bilecik 1969 (V)               | Biga İlyas Bayram Stadı, Çanakkale               |
| Mi., 27.09.2023, 15:00 Uhr | Bulvarspor (IV)               | 3:4 n. V. (3:3, 1:3)             | Karabük İdman Yurdu (V)        | Kartal Bulvar Mimar Kubilay Köse Stadı, Istanbul |
| Mi., 27.09.2023, 15:00 Uhr | Bursa Yıldırımspor (IV)       | 2:0 (0:0)                        | İnegöl Kafkas Gençlikspor (IV) | Karacabey İlçe Stadı, Bursa                      |
| Mi., 27.09.2023, 15:00 Uhr | Silivrispor (IV)              | 2:0 (0:0)                        | Ergene Velimeşespor (IV)       | Müjdat Gürsu Stadı, Silivri                      |
| Mi., 27.09.2023, 15:00 Uhr | Sultanbeyli Belediyespor (IV) | 1:3 n. V. (1:1, 1:1)             | Küçükçekmece Sinopspor (IV)    | Sultanbeyli Gölet Stadı, Istanbul                |
| Mi., 27.09.2023, 15:00 Uhr | Turgutluspor (IV)             | 1:3 n. V. (1:1, 1:1)             | Aliağa Futbol (IV)             | 7 Eylül Stadı, Turgutlu                          |
| Mi., 27.09.2023, 15:00 Uhr | Sapanca Gençlikspor (IV)      | 1:1 n. V. (1:1, 0:1) (4:3 i. E.) | Darıca Gençlerbirliği (IV)     | Sapanca Atatürk Stadı, Sakarya                   |
| Mi., 27.09.2023, 15:00 Uhr | Gölcükspor (V)                | 3:0 (1:0)                        | Bartınspor (V)                 | İhsaniye İlçe Stadı, Kocaeli                     |
| Mi., 27.09.2023, 17:30 Uhr | Karşıyaka SK (IV)             | 2:0 (0:0)                        | Bergamaspor (IV)               | Alsancak Mustafa Denizli Stadı, Izmir            |
| Do., 28.09.2023, 13:00 Uhr | Malatya Arguvanspor (IV)      | 2:1 n. V. (1:1, 0:1)             | Elazığspor (IV)                | Arguvan Futbol Sahası, Malatya                   |
| Do., 28.09.2023, 15:30 Uhr | Adana 1954 FK (IV)            | 2:1 (2:0)                        | Osmaniyespor FK (IV)           | İlçe Stadı, Tarsus                               |
| Mi., 4.10.2023, 14:00 Uhr  | Kars 36 Spor (IV)             | 1:2 (0:0)                        | Doğubayazit FK (IV)            | Aba Müslüm Güven Stadı, Kars                     |

### 2. Ausscheidungsrunde
Die Auslosung für die 2. Ausscheidungsrunde fand am 29. September 2023 statt.
| Datum                      |                               | Ergebnis                         |                                | Austragungsort                              |
| -------------------------- | ----------------------------- | -------------------------------- | ------------------------------ | ------------------------------------------- |
| Di., 10.10.2023, 14:00 Uhr | Kırşehir FK (III)             | 2:0 (0:0)                        | Şırnak İdman Yurdu (V)         | Ahi Stadı, Kırşehir                         |
| Di., 10.10.2023, 14:00 Uhr | Kırklarelispor (III)          | 1:0 (1:0)                        | Çorluspor 1947 (V)             | Atatürk Stadı, Kırklareli                   |
| Di., 10.10.2023, 17:00 Uhr | Isparta 32 Spor (III)         | 1:0 (0:0)                        | Sincan Belediyespor (V)        | Atatürk Stadı, Isparta                      |
| Di., 10.10.2023, 20:00 Uhr | Bursaspor (III)               | 1:2 (0:2)                        | Gölcükspor (V)                 | Sütaş Timsah Park Stadyumu, Bursa           |
| Mi., 11.10.2023, 13:00 Uhr | Eynesil Belediyespor (IV)     | 0:2 (0:1)                        | Erbaaspor (IV)                 | İlçe Stadı, Eynesil                         |
| Mi., 11.10.2023, 13:00 Uhr | Kastamonuspor (III)           | 2:1 n. V. (1:1, 1:0)             | Sebat Gençlik SK (IV)          | Gazi Stadı, Kastamonu                       |
| Mi., 11.10.2023, 13:00 Uhr | Muş 1984 Muşspor (IV)         | 2:0 (1:0)                        | Küçükçekmece Sinopspor (IV)    | Şehir Stadı, Muş                            |
| Mi., 11.10.2023, 13:00 Uhr | Zonguldak Kömürspor (III)     | 2:3 (1:2)                        | Tokat Belediye Plevnespor (IV) | Karaelmas Kemal Köksal Stadı, Zonguldak     |
| Mi., 11.10.2023, 14:00 Uhr | Uşakspor (III)                | 1:4 (0:2)                        | Aliağa FK (IV)                 | 1 Eylül Stadı, Uşak                         |
| Mi., 11.10.2023, 14:00 Uhr | Etimesgut Belediyespor (III)  | 3:2 (1:2)                        | Mardin 1969 Spor (IV)          | Etimesgut Belediyesi Atatürk Stadı, Ankara  |
| Mi., 11.10.2023, 14:00 Uhr | Altınordu Izmir (III)         | 0:1 (0:0)                        | Burdur MAKÜ Spor (IV)          | Altınordu Serpil Hamdi Tüzün Stadı, Torbalı |
| Mi., 11.10.2023, 14:00 Uhr | Menemen FK (III)              | 1:0 (1:0)                        | Bursa Yıldırımspor (IV)        | İlçe Stadı, Menemen                         |
| Mi., 11.10.2023, 14:00 Uhr | Sarıyer SK (III)              | 2:1 n. V. (1:1, 0:1)             | Karabük İdman Yurdu (IV)       | Maltepe Hasan Polat Stadı, Istanbul         |
| Mi., 11.10.2023, 14:00 Uhr | Sapanca Gençlikspor (IV)      | 1:2 (1:2)                        | Talasgücü Belediyespor (IV)    | Sapanca Atatürk Stadı, Sakarya              |
| Mi., 11.10.2023, 14:00 Uhr | İnegölspor (III)              | 2:1 n. V. (1:1, 1:1)             | Doğubayazıt FK (V)             | Menemen İlçe Stadı, Bursa                   |
| Mi., 11.10.2023, 14:00 Uhr | Arnavutköy Belediyespor (III) | 6:3 n. V. (3:3, 1:1)             | Doğubayazıt FK (V)             | Bolluca Stadı, Istanbul                     |
| Mi., 11.10.2023, 14:02 Uhr | Serik Belediyespor (III)      | 1:1 n. V. (1:1, 0:0) (3:5 i. E.) | Malatya Arguvanspor (IV)       | Serik İsmail Oğan Stadı, Antalya            |
| Mi., 11.10.2023, 15:00 Uhr | Diyarbekirspor (III)          | 4:0 (0:0)                        | Büyükçekmece Tepecikspor (IV)  | Diyarbakır Stadyumu, Diyarbakır             |
| Mi., 11.10.2023, 17:30 Uhr | Denizlispor (III)             | 2:3 (1:1)                        | Burhaniye Belediyespor (V)     | Atatürk Stadı, Denizli                      |
| Mi., 11.10.2023, 20:00 Uhr | Afyonspor (III)               | 2:1 n. V. (1:1, 0:1)             | Adana 1954 FK (IV)             | Zafer Stadı, Afyonkarahisar                 |
| Do., 12.10.2023, 13:00 Uhr | Pazarspor (IV)                | 2:0 n. V. (0:0)                  | Silifke Belediyespor (IV)      | Pazar İlçe Stadı, Rize                      |
| Do., 12.10.2023, 13:10 Uhr | Adıyaman FK (III)             | 0:2 (0:1)                        | Bornova 1877 (IV)              | Kahta İlçe Stadı, Adıyaman                  |
| Do., 12.10.2023, 14:30 Uhr | Sivas 4 Eylül Futbol (IV)     | 1:3 (1:1)                        | 23 Elazığ FK (IV)              | Muhsin Yazıcıoğlu Spor Kompleksi, Sivas     |
| Do., 12.10.2023, 19:00 Uhr | Karşıyaka SK (IV)             | 0:1 (0:1)                        | Bigaspor (V)                   | Bornova Aziz Kocaoğlu Stadyumu, Izmir       |

### 3. Ausscheidungsrunde
Die Auslosung für die 3. Ausscheidungsrunde fand am 17. Oktober 2023 statt.
| Datum                      |                               | Ergebnis                         |                                | Austragungsort                                |
| -------------------------- | ----------------------------- | -------------------------------- | ------------------------------ | --------------------------------------------- |
| Di., 31.10.2023, 13:00 Uhr | Kasımpaşa Istanbul (I)        | 3:0 (3:0)                        | 68 Aksaray Belediyespor (III)  | Recep Tayyip Erdoğan Stadı, Istanbul          |
| Di., 31.10.2023, 14:00 Uhr | Gençlerbirliği Ankara (II)    | 4:3 n. V. (3:3, 2:0)             | Burdur MAKÜ Spor (V)           | Eryaman Stadyumu, Ankara                      |
| Di., 31.10.2023, 14:00 Uhr | Manisa FK (II)                | 3:0 (2:0)                        | Pazarspor (IV)                 | Mümin Özkasap Stadı, Manisa                   |
| Di., 31.10.2023, 14:00 Uhr | Ankara Keçiörengücü (II)      | 4:2 (1:2)                        | Burhaniye Belediyespor (V)     | Keçiören Aktepe Stadı, Ankara                 |
| Di., 31.10.2023, 15:00 Uhr | Afyonspor (III)               | 1:3 (1:2)                        | Muş 1984 Muşspor (IV)          | Afyon Zafer Stadı, Afyonkarahisar             |
| Di., 31.10.2023, 17:30 Uhr | Hatayspor (I)                 | 2:0 (0:0)                        | Sarıyer SK (III)               | Atatürk-Olympiastadion, Istanbul              |
| Di., 31.10.2023, 20:00 Uhr | Alanyaspor (I)                | 4:1 (3:0)                        | Belediye Kütahyaspor (IV)      | Kırbıyık Holding Stadyumu, Alanya             |
| Mi., 01.11.2023, 13:00 Uhr | Istanbulspor (I)              | 2:3 n. V. (1:1, 1:1)             | Kepezspor FK (IV)              | Necmi Kadıoğlu Stadyumu, Istanbul             |
| Mi., 01.11.2023, 14:00 Uhr | Kastamonuspor (III)           | 2:2 n. V. (2:2, 0:0) (4:2 i. E.) | Ayvalıkgücü Belediyespor (IV)  | Gazi Stadyumu, Kastamonu                      |
| Mi., 01.11.2023, 14:00 Uhr | Tuzlaspor (II)                | 1:2 (1:0)                        | Çankaya FK (IV)                | Sancaktepe 15 Temmuz Stadı, Istanbul          |
| Mi., 01.11.2023, 14:00 Uhr | Isparta 32 Spor (III)         | 3:0 (1:0)                        | Yeni Mersin Idman Yurdu (III)  | Atatürk Stadı, Isparta                        |
| Mi., 01.11.2023, 14:00 Uhr | Kırklarelispor (III)          | 1:0 n. V. (0:0)                  | Karaköprü Belediyespor (IV)    | Atatürk Stadı, Kırklareli                     |
| Mi., 01.11.2023, 14:00 Uhr | Adanaspor (II)                | 5:0 (0:0)                        | Hacettepe 1945 (IV)            | 5 Ocak Fatih Terim Stadyumu, Adana            |
| Mi., 01.11.2023, 14:00 Uhr | Bandırmaspor (II)             | 3:1 (1:0)                        | Alanya Kestelspor (IV)         | 17 Eylül Stadı, Bandırma                      |
| Mi., 01.11.2023, 14:00 Uhr | Kırşehir FK (III)             | 3:0 (2:0)                        | 23 Elazığ FK (IV)              | Ahi Stadı, Kırşehir                           |
| Mi., 01.11.2023, 14:00 Uhr | Ümraniyespor (II)             | 5:1 (3:1)                        | Orduspor 1967 (IV)             | Ümraniye Şehir Stadı, Istanbul                |
| Mi., 01.11.2023, 14:00 Uhr | Somaspor (III)                | 6:0 (3:0)                        | Talasgücü Belediyespor (IV)    | Atatürk Stadı, Soma                           |
| Mi., 01.11.2023, 14:00 Uhr | İnegölspor (III)              | 1:2 (1:1)                        | Belediye Derincespor (III)     | İnegöl İlçe Stadı, Bursa                      |
| Mi., 01.11.2023, 14:00 Uhr | Karacabey Belediyespor (III)  | 0:4 (0:1)                        | Bornova 1877 (IV)              | M. Fehmi Gerçeker Stadyumu, Bursa             |
| Mi., 01.11.2023, 14:00 Uhr | Etimesgut Belediyespor (III)  | 1:0 (0:0)                        | Bigaspor (V)                   | Etimesgut Belediyesi Atatürk Stadı, Ankara    |
| Mi., 01.11.2023, 14:00 Uhr | Fethiyespor (III)             | 0:1 (0:0)                        | Tokat Belediye Plevnespor (IV) | İlçe Stadı, Fethiye                           |
| Mi., 01.11.2023, 14:00 Uhr | Menemen FK (III)              | 2:0 (0:0)                        | Nevşehir Belediyespor (IV)     | İlçe Stadı, Menemen                           |
| Mi., 01.11.2023, 14:00 Uhr | Düzcespor (III)               | 3:1 (1:1)                        | Kuşadasıspor (IV)              | İlçe Stadı, Düzce                             |
| Mi., 01.11.2023, 14:00 Uhr | Giresunspor (III)             | 1:1 n. V. (1:1, 0:1) (4:5 i. E.) | Beyoğlu Yeni Çarşı (III)       | Çotanak Stadyumu, Giresun                     |
| Mi., 01.11.2023, 14:00 Uhr | Arnavutköy Belediyespor (III) | 2:1 (1:1)                        | Kuşadasıspor (V)               | Bolluca Stadı, Istanbul                       |
| Mi., 01.11.2023, 14:00 Uhr | Altay Izmir (II)              | 2:1 (1:0)                        | Aliağa Futbol (IV)             | Atatürk-Stadion, Izmir                        |
| Mi., 01.11.2023, 15:00 Uhr | Boluspor (II)                 | 2:0 (2:0)                        | Karaman FK (IV)                | Atatürk Stadı, Bolu                           |
| Mi., 01.11.2023, 16:30 Uhr | MKE Ankaragücü (I)            | 2:0 (0:0)                        | Malatya Arguvanspor (IV)       | Eryaman Stadyumu, Ankara                      |
| Mi., 01.11.2023, 18:30 Uhr | Erzurumspor FK (II)           | 1:0 n. V.                        | Diyarbekirspor (III)           | Kâzım Karabekir Stadyumu, Erzurum             |
| Mi., 01.11.2023, 20:30 Uhr | Antalyaspor (I)               | 3:0 (1:0)                        | 52 Orduspor FK (IV)            | Corendon Airlines Park Antalya Stadı, Antalya |
| Do., 02.11.2023, 13:00 Uhr | Sivasspor (I)                 | 4:0 (3:0)                        | Artvin Hopaspor (IV)           | Yeni 4 Eylül Stadyumu, Sivas                  |
| Do., 02.11.2023, 15:00 Uhr | Gaziantep FK (I)              | 4:0 (2:0)                        | Efeler 09 FK (IV)              | Kalyon Stadyumu, Gaziantep                    |
| Do., 02.11.2023, 17:30 Uhr | Konyaspor (I)                 | 3:0 (0:0)                        | Erbaaspor (IV)                 | Büyükşehir Belediye Stadyumu, Konya           |
| Do., 02.11.2023, 20:00 Uhr | Kayserispor (I)               | 4:0 n. V. (0:0)                  | Iğdır FK (III)                 | RHG Enertürk Enerji Stadyumu, Kayseri         |

### 4. Ausscheidungsrunde
Die Auslosung für die 4. Ausscheidungsrunde fand am 7. November 2023 statt.
| Datum                      |                            | Ergebnis             |                                | Austragungsort                                  |
| -------------------------- | -------------------------- | -------------------- | ------------------------------ | ----------------------------------------------- |
| Di., 05.12.2023, 13:00 Uhr | Ankara Keçiörengücü (II)   | 2:1 (0:0)            | Muş 1984 Muşspor (IV)          | Keçiören Aktepe Stadı, Ankara                   |
| Di., 05.12.2023, 13:00 Uhr | Fatih Karagümrük SK (I)    | 3:1 (2:0)            | Belediye Derincespor (III)     | Atatürk Olimpiyat Stadyumu, Istanbul            |
| Di., 05.12.2023, 15:00 Uhr | Pendikspor (I)             | 5:3 (2:1)            | Isparta 32 Spor (III)          | Siltaş Yapı Pendik Stadyumu, Istanbul           |
| Di., 05.12.2023, 17:00 Uhr | Antalyaspor (I)            | 6:1 (2:1)            | Kepezspor (IV)                 | Corendon Airlines Park Antalya Stadı, Antalya   |
| Di., 05.12.2023, 19:00 Uhr | Samsunspor (I)             | 3:0 (1:0)            | Tokat Belediye Plevnespor (IV) | 19 Mayıs Stadı, Samsun                          |
| Di., 05.12.2023, 21:00 Uhr | Alanyaspor (I)             | 1:0 (1:0)            | Kocaelispor (II)               | Kırbıyık Holding Stadyumu, Alanya               |
| Mi., 06.12.2023, 13:00 Uhr | Bandırmaspor (II)          | 3:1 (1:0)            | Somaspor (III)                 | 17 Eylül Stadı, Bandırma                        |
| Mi., 06.12.2023, 13:00 Uhr | Kasımpaşa Istanbul (I)     | 4:1 (2:0)            | Kırşehir FK (III)              | Recep Tayyip Erdoğan Stadı, Istanbul            |
| Mi., 06.12.2023, 13:00 Uhr | Bodrum FK (II)             | 2:1 (1:1)            | Menemen FK (III)               | İlçe Stadı, Bodrum                              |
| Mi., 06.12.2023, 13:00 Uhr | Erzurumspor FK (II)        | 0:3 n. V. (0:0)      | 24 Erzincanspor (III)          | Kâzım Karabekir Stadyumu, Erzurum               |
| Mi., 06.12.2023, 14:00 Uhr | Sakaryaspor (II)           | 1:0 (0:0)            | Ankaraspor (III)               | Yeni Sakarya Atatürk Stadyumu, Adapazarı        |
| Mi., 06.12.2023, 14:00 Uhr | Boluspor (II)              | 1:0 (1:0)            | Amed SK (III)                  | Atatürk Stadı, Bolu                             |
| Mi., 06.12.2023, 14:00 Uhr | Ümraniyespor (II)          | 2:1 (1:0)            | Çankaya FK (III)               | Ümraniye Şehir Stadı, Istanbul                  |
| Mi., 06.12.2023, 14:00 Uhr | Eyüpspor (II)              | 3:1 (3:0)            | Ankara Demirspor (III)         | Eyüp Stadı, Istanbul                            |
| Mi., 06.12.2023, 14:00 Uhr | Gençlerbirliği Ankara (II) | 4:1 (0:0)            | Bornova 1877 (IV)              | Eryaman Stadyumu, Ankara                        |
| Mi., 06.12.2023, 14:00 Uhr | Adanaspor (II)             | 2:0 (0:0)            | Esenler Erokspor (III)         | 5 Ocak Fatih Terim Stadı, Adana                 |
| Mi., 06.12.2023, 14:00 Uhr | Göztepe Izmir (II)         | 3:0 (0:0)            | 1461 Trabzon FK (III)          | Gürsel Aksel Stadyumu, Izmir                    |
| Mi., 06.12.2023, 14:00 Uhr | Altay Izmir (II)           | 2:3 (0:1)            | Kırklarelispor (III)           | Alsancak Mustafa Denizli Stadı, Izmir           |
| Mi., 06.12.2023, 15:00 Uhr | Konyaspor (I)              | 3:0 (2:0)            | Beyoğlu Yeni Çarşı (III)       | Medaş Konya Büyükşehir Belediye Stadyumu, Konya |
| Mi., 06.12.2023, 17:00 Uhr | Hatayspor (I)              | 2:1 (1:1)            | Düzcespor (III)                | Mersin Stadyumu, Mersin                         |
| Mi., 06.12.2023, 19:00 Uhr | Kayserispor (I)            | 4:0 (2:0)            | Vanspor FK (III)               | RHG Enertürk Enerji Stadyumu, Kayseri           |
| Mi., 06.12.2023, 21:00 Uhr | Trabzonspor (I)            | 3:1 (2:1)            | Çorum FK (II)                  | Papara Park Stadyumu, Trabzon                   |
| Do., 07.12.2023, 13:00 Uhr | Manisa FK (II)             | 3:0 (0:0)            | Kastamonuspor (III)            | Mümin Özkasap Stadı, Manisa                     |
| Do., 07.12.2023, 13:00 Uhr | Sivasspor (I)              | 2:1 (2:1)            | Arnavutköy Belediyespor (III)  | Yeni 4 Eylül Stadyumu, Sivas                    |
| Do., 07.12.2023, 15:00 Uhr | Gaziantep FK (I)           | 2:1 n. V. (1:1, 1:0) | Etimesgut Belediyespor (III)   | Kalyon Stadyumu, Gaziantep                      |
| Do., 07.12.2023, 17:00 Uhr | MKE Ankaragücü (I)         | 3:1 (1:1)            | İskenderunspor (III)           | Eryaman Stadyumu, Ankara                        |
| Do., 07.12.2023, 19:00 Uhr | Çaykur Rizespor (I)        | 4:0 (1:0)            | Bucaspor 1928 (III)            | Çaykur Didi Stadı, Rize                         |
| Do., 07.12.2023, 21:00 Uhr | Istanbul Başakşehir FK (I) | 2:0 (0:0)            | Şanlıurfaspor (II)             | Başakşehir Fatih Terim Stadı, Istanbul          |

### 5. Ausscheidungsrunde
Die Auslosung für die 5. Ausscheidungsrunde fand am 8. Dezember 2023 statt.
| Datum                      |                            | Ergebnis                         |                            | Austragungsort                                  |
| -------------------------- | -------------------------- | -------------------------------- | -------------------------- | ----------------------------------------------- |
| Di., 16.01.2024, 13:00 Uhr | Fatih Karagümrük SK (I)    | 2:0 (0:0)                        | Kırklarelispor (III)       | Atatürk Olimpiyat Stadyumu, Istanbul            |
| Di., 16.01.2024, 15:00 Uhr | Kasımpaşa Istanbul (I)     | 0:1 (0:1)                        | Bandırmaspor (II)          | Recep Tayyip Erdoğan Stadı, Istanbul            |
| Di., 16.01.2024, 17:00 Uhr | Hatayspor (I)              | 5:1 (4:1)                        | Sakaryaspor (II)           | Mersin Stadyumu, Mersin                         |
| Di., 16.01.2024, 19:00 Uhr | MKE Ankaragücü (I)         | 3:1 (0:0)                        | Çaykur Rizespor (I)        | Eryaman Stadyumu, Ankara                        |
| Di., 16.01.2024, 21:00 Uhr | Beşiktaş Istanbul (I)      | 4:0 (2:0)                        | Eyüpspor (II)              | Tüpraş Stadyumu, Istanbul                       |
| Mi., 17.01.2024, 13:00 Uhr | Antalyaspor (I)            | 2:1 (0:1)                        | Pendikspor (I)             | Corendon Airlines Park Antalya Stadı, Antalya   |
| Mi., 17.01.2024, 13:00 Uhr | Istanbul Başakşehir FK (I) | 1:0 (1:0)                        | Boluspor (II)              | Başakşehir Fatih Terim Stadı, Istanbul          |
| Mi., 17.01.2024, 15:00 Uhr | Gaziantep FK (I)           | 1:0 (0:0)                        | Bodrum FK (II)             | Kalyon Stadyumu, Gaziantep                      |
| Mi., 17.01.2024, 17:00 Uhr | Alanyaspor (I)             | 1:3 n. V. (1:1, 1:0)             | Samsunspor (I)             | Kırbıyık Holding Stadyumu, Alanya               |
| Mi., 17.01.2024, 19:00 Uhr | Adana Demirspor (I)        | 2:2 n. V. (2:2, 0:0) (6:7 i. E.) | 24 Erzincanspor (III)      | Yeni Adana Stadyumu, Adana                      |
| Mi., 17.01.2024, 21:00 Uhr | Fenerbahçe Istanbul (I)    | 6:0 (2:0)                        | Adanaspor (II)             | Ülker Stadyumu, Istanbul                        |
| Do., 18.01.2024, 13:00 Uhr | Sivasspor (I)              | 3:2 (1:0)                        | Ankara Keçiörengücü (II)   | Yeni 4 Eylül Stadyumu, Sivas                    |
| Do., 18.01.2024, 15:00 Uhr | Kayserispor (I)            | 1:2 (1:1)                        | Gençlerbirliği Ankara (II) | RHG Enertürk Enerji Stadyumu, Kayseri           |
| Do., 18.01.2024, 17:00 Uhr | Konyaspor (I)              | 2:1 n. V. (1:1, 0:0)             | Göztepe Izmir (II)         | Medaş Konya Büyükşehir Belediye Stadyumu, Konya |
| Do., 18.01.2024, 19:00 Uhr | Trabzonspor (I)            | 3:1 (2:1)                        | Manisa FK (II)             | Papara Park Stadyumu, Trabzon                   |
| Do., 18.01.2024, 21:00 Uhr | Galatasaray Istanbul (I)   | 4:1 (2:1)                        | Ümraniyespor (II)          | Rams Park, Istanbul                             |

### Runde der letzten 16
Die Auslosung für die Runde der letzten 16 fand am 22. Januar 2024 statt.
| Datum                      |                            | Ergebnis                         |                         | Austragungsort                                |
| -------------------------- | -------------------------- | -------------------------------- | ----------------------- | --------------------------------------------- |
| Di., 06.02.2024, 14:30 Uhr | Fatih Karagümrük SK (I)    | 2:1 (0:0)                        | Samsunspor (I)          | Atatürk Olimpiyat Stadyumu, Istanbul          |
| Di., 06.02.2024, 17:30 Uhr | MKE Ankaragücü (I)         | 5:1 (2:0)                        | 24 Erzincanspor (III)   | Eryaman Stadyumu, Ankara                      |
| Di., 06.02.2024, 20:45 Uhr | Galatasaray Istanbul (I)   | 4:2 (3:1)                        | Bandırmaspor (II)       | Rams Park, Istanbul                           |
| Mi., 07.02.2024, 14:30 Uhr | Sivasspor (I)              | 0:1 n. V.                        | Konyaspor (I)           | Yeni 4 Eylül Stadyumu, Sivas                  |
| Mi., 07.02.2024, 17:30 Uhr | Istanbul Başakşehir FK (I) | 1:1 n. V. (1:1, 1:0) (3:2 i. E.) | Hatayspor (I)           | Başakşehir Fatih Terim Stadı, Istanbul        |
| Mi., 07.02.2024, 20:45 Uhr | Gaziantep FK (I)           | 0:2 (0:2)                        | Fenerbahçe Istanbul (I) | Kalyon Stadyumu, Gaziantep                    |
| Do., 08.02.2024, 17:30 Uhr | Gençlerbirliği Ankara (II) | 1:2 n. V. (1:1, 1:0)             | Trabzonspor (I)         | Eryaman Stadyumu, Ankara                      |
| Do., 08.02.2024, 20:45 Uhr | Antalyaspor (I)            | 1:2 (1:0)                        | Beşiktaş Istanbul (I)   | Corendon Airlines Park Antalya Stadı, Antalya |

## Finalrunde
Gemäß des Statuts der Türkischen Fußball Föderation (TFF) bestand die Finalrunde (türkisch Final aşaması) des Wettbewerbs aus drei Runden; dem Viertelfinale, Halbfinale und Finale.

### Viertelfinale
Die Auslosung für das Viertel- und Halbfinale fand am 12. Februar 2024 statt.
| Datum                      |                          | Ergebnis  |                            | Austragungsort                |
| -------------------------- | ------------------------ | --------- | -------------------------- | ----------------------------- |
| Di., 27.02.2024, 20:45 Uhr | MKE Ankaragücü (I)       | 3:0 (2:0) | Fenerbahçe Istanbul (I)    | Eryaman Stadyumu, Ankara      |
| Mi., 28.02.2024, 17:30 Uhr | Trabzonspor (I)          | 1:0 (0:0) | Istanbul Başakşehir FK (I) | Papara Park Stadyumu, Trabzon |
| Mi., 28.02.2024, 20:45 Uhr | Beşiktaş Istanbul (I)    | 2:0 (1:0) | Konyaspor (I)              | Tüpraş Stadyumu, Istanbul     |
| Do., 29.02.2024, 20:45 Uhr | Galatasaray Istanbul (I) | 0:2 (0:1) | Fatih Karagümrük SK (I)    | Rams Park, Istanbul           |

### Halbfinale
|                    | Gesamt |                         | Hinspiel  | Rückspiel |
| ------------------ | ------ | ----------------------- | --------- | --------- |
| MKE Ankaragücü (I) | 0:1    | Beşiktaş Istanbul (I)   | 0:0       | 0:1 (0:0) |
| Trabzonspor (I)    | 7:2    | Fatih Karagümrük SK (I) | 3:2 (2:1) | 4:0 (0:0) |

### Finale
| Paarung                   | Beşiktaş Istanbul – Trabzonspor |
| Ergebnis                  | 3:2 (1:1) |
| Datum                     | 23. Mai 2024 um 20:45 Uhr (UTC+3) |
| Stadion                   | Atatürk-Olympiastadion, Istanbul |
| Schiedsrichter            | Ali Şansalan (Çanakkale) |
| Schiedsrichterassistenten | Serkan Ok, Serkan Olguncan |
| Vierter Offizieller       | Burak Pakkan |
| VAR                       | Dennis Higler ( Niederlande) |
| Tore                      | 0:1 Paul Onuachu (13., Eren Elmalı) 1:1 Rachid Ghezzal (45.+3', Handelfmeter) 2:1 Salih Uçan (54., Jackson Muleka) 2:2 Nicolas Pépé (89.) 3:2 Al-Musrati (90.+4) |
| Beşiktaş Istanbul         | Mert Günok – Arthur Masuaku, Omar Colley, Necip Uysal (90.+7 ), Jonas Svensson – Gedson Fernandes, Al-Musrati, Salih Uçan – Ernest Muçi (90.+7 ), Jackson Muleka (75., ), Rachid Ghezzal (64. ) Ersatzbank: Ersin Destanoğlu, Onur Bulut, Joe Worrall (90.+7 ), Milot Rashica (64. ), Alex Oxlade-Chamberlain, Ege Tıknaz, Bakhtiyor Zaynutdinov, Cenk Tosun, Vincent Aboubakar (75. ), Semih Kılıçsoy (90.+7 ) Teamchef: Serdar Topraktepe |
| Trabzonspor               | Uğurcan Çakır – Eren Elmalı, Stefano Denswil, Batista Mendy, Thomas Meunier – Umut Güneş (83. ), Berat Özdemir (68. ) – Taxiarchis Foundas (55. ), Enis Bardhi, Edin Višća – Paul Onuachu Ersatzbank: Muhammet Taha Tepe, Rayyan Baniya, Mehmet Can Aydin, Arif Boşluk, Joaquín Fernández Moreno, Kerem Şen, Umut Bozok (83. ), Trezeguet (55. ), Nicolas Pépé (68. ), Mislav Oršić Cheftrainer: Abdullah Avcı                              |
| Gelbe Karten              | Jonas Svensson (79., unsportliches Halten), Serdar Topraktepe (82., Meckern), Al-Musrati (90.+5, Trikot ausziehen) – Thomas Meunier (52., Beinstellen), Enis Bardhi (83., Beinstellen) |
| Platzverweise             | Serdar Topraktepe (90.+9, wiederholtes Meckern) – keine |
| Besonderheiten            | Spieler der Begegnung: Salih Uçan |

## Torschützenliste
Bei gleicher Anzahl an Toren sind die Spieler alphabetisch gelistet.
| Rang                | Name               | Mannschaft                | Tore |
| ------------------- | ------------------ | ------------------------- | ---- |
| 01.                 | Michy Batshuayi    | Fenerbahçe Istanbul       | 6    |
| 02.                 | Harun Özcan        | Arnavutköy Belediyespor   | 5    |
| 02.                 | Burak Seres        | Tokat Belediye Plevnespor | 5    |
| 02.                 | Carlos Strandberg  | Hatayspor                 | 5    |
| 05.                 | Yakup Alkan        | Etimesgut Belediyespor    | 4    |
| 05.                 | Britt Assombalonga | Antalyaspor               | 4    |
| 05.                 | Malaly Dembele     | Keçiörengücü              | 4    |
| 05.                 | Taxiarchis Foundas | Trabzonspor               | 4    |
| 05.                 | Oltan Karakullukçu | Gençlerbirliği Ankara     | 4    |
| 05.                 | Rey Manaj          | Sivasspor                 | 4    |
| Stand: 23. Mai 2024 |                    |                           |      |